# Ochthebius mutatus
Ochthebius mutatus är en skalbaggsart som beskrevs av Manfred A. Jäch 1991. Ochthebius mutatus ingår i släktet Ochthebius och familjen vattenbrynsbaggar. Inga underarter finns listade i Catalogue of Life.